# Provincia mexicana
La provincia mexicana es una frase de influencia remanente al Virreinato de la Nueva España que se ha utilizado en forma ácrona para referirse a parte del territorio del país de México, particularmente al área geográfica no perteneciente a las ciudades, y más específicamente, al territorio nacional, por lo general terrestre, otro que el de la capital la Ciudad de México. Por consiguiente se dijo que una persona era provinciana, o de provincia, si no pertenecía al Área Metropolitana, a lo que el uso presente se considera figurado u obsoleto.

## La frase
La frase "la provincia" puede implicar áreas rurales, campesinas y poco pobladas, y no necesariamente hace referencia a una división gubernamental o administración política, sino que denota una generalidad, a menos que se especifique el estado o poblado.
Aunque menos favorecida y paulatinamente en desuso, el término es empleado más en la Ciudad de México, puesto que la división política del país no especifica delimitaciones territoriales en sí provinciales como en el caso de otros países donde se ha de aclarar a qué provincia se pertenece. Desde unos años anteriores al 2007, el empleo del término provincia (o provincia de México) se ha vuelto menos favorecido, y se ha ido reemplazando por el uso de frases como "el interior de la República" o "Estados del interior", aun cuando sean percibidos como incorrectos.
En los estados de México es considerado de muy mal gusto referirse a la región, la población o al área en general como parte de la "provincia", pues trae una connotación peyorativa al relacionarse con "provinciano", atrasado o poco civilizado, pero más correctamente por la inexactitud del uso presente del término en relación con la historia, por ya no ser parte de las provincias españolas en América. En los estados del norte, es incluso considerado un término despectivo.

## Breve antecedente
Durante el Imperio Español en México se establecieron intendencias y provincias entre las cuales estaban la Provincia de la Nueva Galicia, Provincia de Michoacán, Provincia de Zacatecas entre otras. Las provincias perduraron al tiempo de la independencia. En el compendio histórico "México á través de los siglos: obra única en su género", se relata:

"Mientras en la capital del nuevo imperio se verificaban tales acontecimientos, las provincias, que ya estaban preparadas para la independencia,... 

A poco tiempo se presentó Santa Anna, comandante general de la provincia,...
...respondian las provincias del virreinato proclamando su independencia, como lo hizo Yucatán,...
La obra de la emancipación se hacia mas importante, porque no solo tomaban parte en ellas las provincias sujetas al virreinato, sino otras, como las de Guatemala también se apresuraron a verificar el movimiento independiente, luego que en ellas tuvo noticia del pronunciamiento de Iturbide en Iguala.

La provincia de Chiapas,... proclamó su independencia desde principios de octubre...".

## Títulos bibliográficos
- "Leyendas de la provincia Mexicana". Isabel Suárez (2003) ISBN 978-970-643-528-6
- "La obra cartográfica de la Provincia Mexicana de la Compañía de Jesús, 1567-1967". Ernest J. Burrus. Madrid: Ediciones José Porrua Turanzas, 1967-